# Gare d’Espondeilhan
Gare d’Espondeilhan vasútállomás Franciaországban, Espondeilhan településen.

## Vasútvonalak
Az állomást az alábbi vasútvonalak érintik:
- Béziers-Neussargues-vasútvonal

## Kapcsolódó állomások
A vasútállomáshoz az alábbi állomások vannak a legközelebb: